# Зайцівка
За́йцівка — село в Україні, у Валківській міській громаді Богодухівського району Харківської області. Населення становить 10 осіб. До 2020 орган місцевого самоврядування — Кобзарівська сільська рада.

## Географія
Село Зайцівка знаходиться на відстані 1 км від сіл Кобзарівка, Козаченківка, Лисконоги і Мануйлове. Поруч із селом невеликий лісовий масив урочище Зайцівське (дуб).

## Історія
Під час організованого радянською владою Голодомору 1932—1933 років померло щонайменше 4 жителі села.
12 червня 2020 року, розпорядженням Кабінету Міністрів України № 725-р «Про визначення адміністративних центрів та затвердження територій територіальних громад Харківської області», увійшло до складу Валківської міської громади.
19 липня 2020 року, в результаті адміністративно-територіальної реформи та ліквідації Валківського району, село увійшло до складу Богодухівського району.

## Населення
За переписом населення 2001 року в селі мешкало 6 осіб.

### Мова
Розподіл населення за рідною мовою за даними перепису 2001 року:
| Мова       | Відсоток |
| ---------- | -------- |
| російська  | 50,00 %  |
| українська | 30,00 %  |
| вірменська | 20,00 %  |

## Відомі люди
Михайло Чумаченко, народився в 1917 р. в селі Зайцівка. Батько Катерини Ющенко, дружини президента України (2005—2010).